# Еврейский комиссариат
Еврейский комиссариат (Центральный комиссариат по еврейским национальным делам) — правительственный орган в Советской России и РСФСР для проведения среди евреев национальной политики коммунистической партии.
Создан по инициативе группы евреев-коммунистов и левых эсеров. Учреждён декретом Совнаркома от 21 января 1918 года.
Еврейский комиссариат действовал с 20 января 1918 по апрель 1924 в составе Народного комиссариата по делам национальностей. Главой Еврейского комиссариата был Семён Диманштейн, его заместителем — Илья Добковский. В 1921 году переименован в Еврейский отдел (Евотдел) при Наркомнаце.
В течение 1918 года было создано 13 местных отделов комиссариата (в Витебске, Ельце, Могилеве, Перми, Тамбове и других городах).
Структура:
1. Иногородний отдел
2. Культурно-просветительный отдел
3. Отдел литературно-издательский и печати
4. Беженский отдел
5. Отдел социального обеспечения
6. Отдел по борьбе с погромами и антисемитизмом

Среди главных задач выделялись:
- информирование центра о нуждах национальностей и национальности — на местах о мероприятиях Советской власти
- культурно-просветительская и политико-пропагандистская.

Комиссариат издавал первую советскую газету на идиш «Ди вархайт» (выходила с 8 марта по 1 августа 1918)
При Евотделе имелось информбюро, в задачи которого входило собирание, систематизация и обработка материалов о положении и жизни еврейских масс в РСФСР и всех других странах, обращая особое внимание на изучение: 1) роста антисемитизма, 2) погромов, 3) различных ограничений евреев в разных странах, 4) акций помощи.